# Agility Logistics
Agility Logistics est une entreprise de logistique basée au Koweït. Elle est fondée en 1979, elle est privatisée en 1997.  
Le 27 avril 2021, DSV Panalpina annonce l'acquisition d'Agility Logistics pour un montant de 4,2 milliards de dollars. 